# Kate NV
Kate NV (настоящее имя — Екатери́на Ю́рьевна Шилоно́сова, подписывается как Катя Шилоносова) — российский электронный музыкант, певица, участница группы «ГШ».

## Биография
В 2016 году на лейбле Orange Milk Records выпустила электронный альбом Binasu, получивший положительные отзывы российской и западной критики.
В 2018 году выпустила эмбиент-альбом «для For» на лейбле RVNG intl.
В 2020 году выпустила альбом Room for the Moon также на лейбле RVNG intl.

## Артистизм
В своем первом альбоме, Binasu, Катя передает «игривую прохладу японского сити-попа, жанра восьмидесятых годов, в котором акцент делается на роке, плавном диско и легком фанке». Второй альбом «для For» был частично вдохновлен работами Московских концептуалистов.

## Дискография

### Альбомы
- Binasu (2016)
- для FOR (2018)
- Room for the Moon (2020)
- bouquet (2022)
- wow (2023)

### EP
- Pink Jungle EP (2013)

### Синглы
- Ы (2017)
- Two (SNKLS Edit) Single (2019)